# Systeemcamera

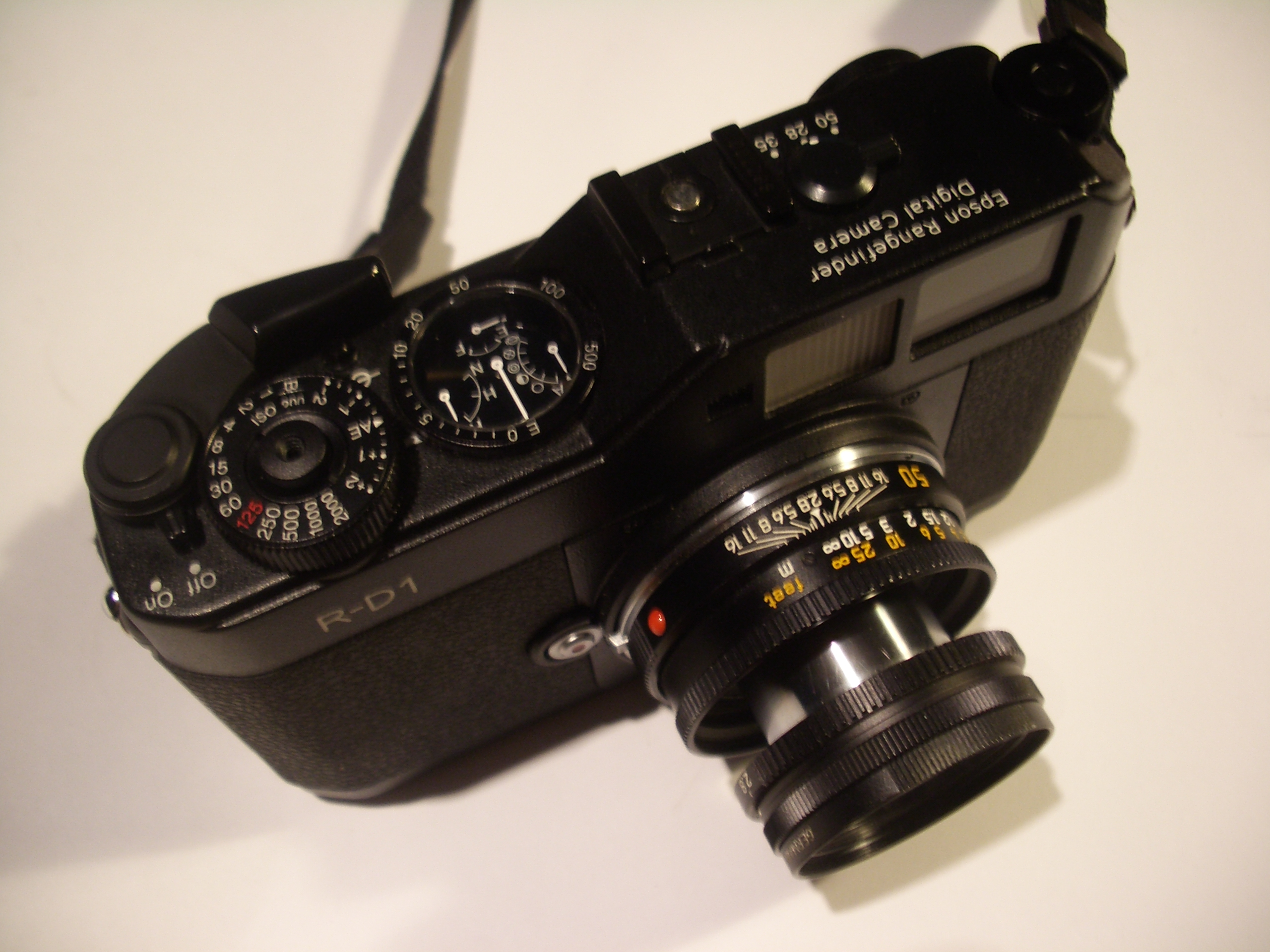
De eerste systeemcamera de Epson R-D1 uit 2004

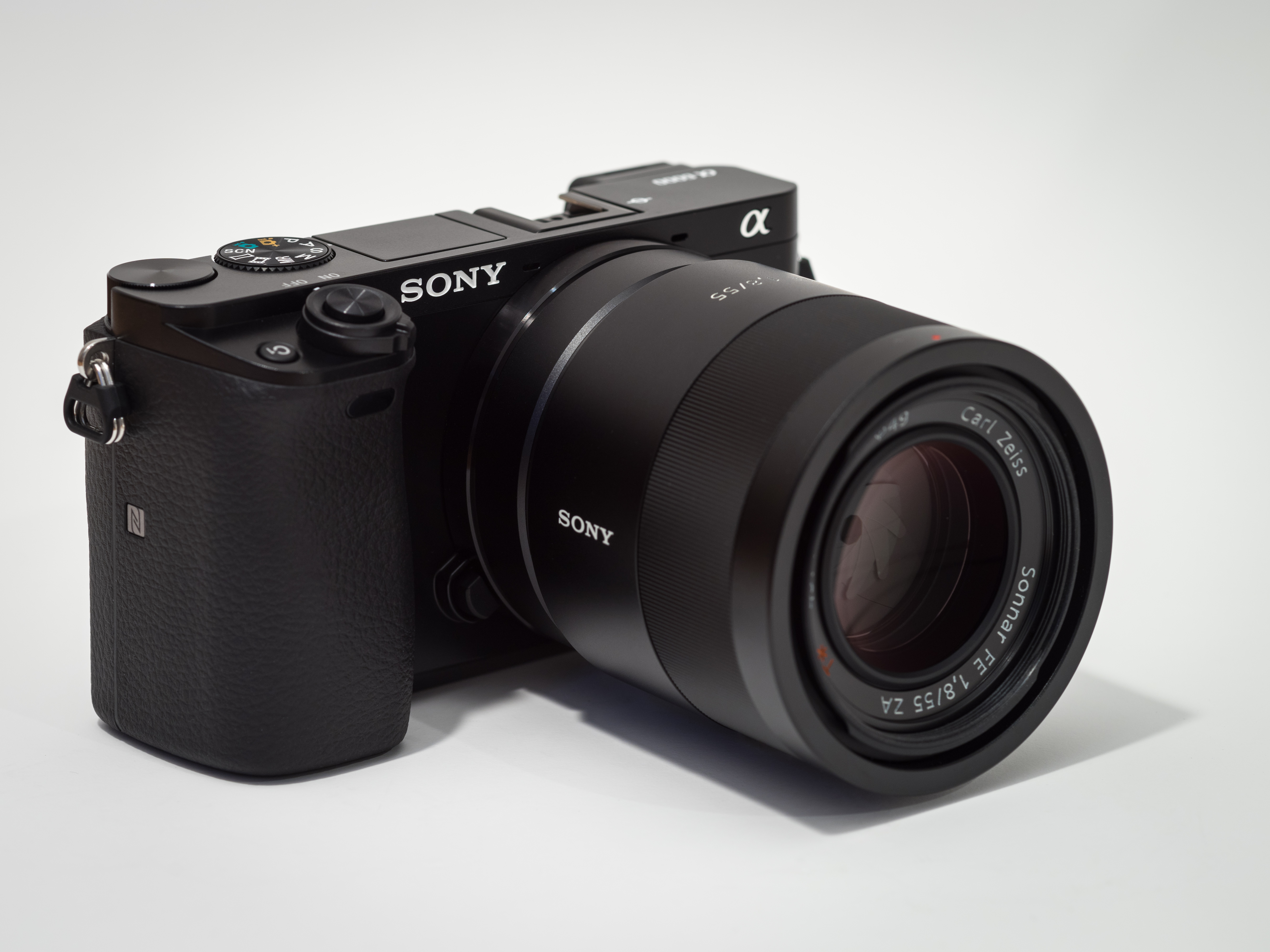
Sony Alpha ILCE-6000, een systeemcamera van begin 2014

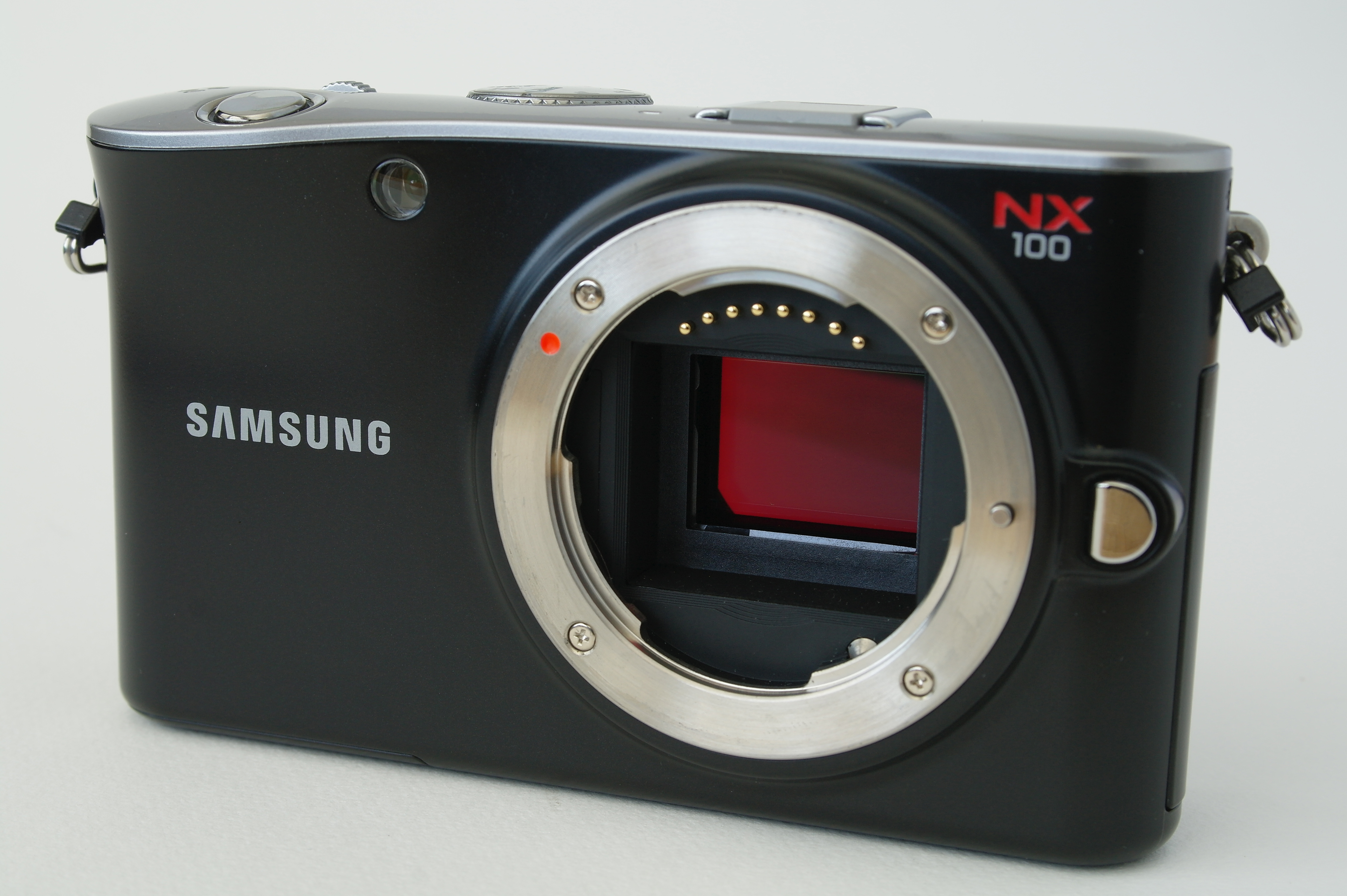
Samsung NX100 zonder objectief uit 2010

Een systeemcamera is een digitale camera met verwisselbare lenzen zonder een (opklapbare) spiegel voor het zoekersysteem. Engelse termen voor dit type camera: Mirrorless, ILC (Interchangeable-Lens Compact), EVIL (Electronic Viewfinder Interchangeable Lens), MILC (Mirrorless Interchangeable-Lens Camera), CSC (Compact System Camera), MSC (Mirrorless System Camera) of DSLM (Digital Single Lens Mirrorless).
In grootte, mogelijkheden en beeldkwaliteit vinden systeemcamera's het midden tussen spiegelreflexcamera's en compactcamera's. Systeemcamera's bevatten vaak een sensor die veel groter is dan die van de meeste compactcamera's. Ten opzichte van spiegelreflexcamera's zijn ze lichter en kleiner door het ontbreken van een opklappende spiegel. Digitale systeemcamera's bestaan sinds 2004, maar werden vooral populair na 2008, toen Olympus en Panasonic het Micro Four Thirds-systeem introduceerden. Daarnaast hebben andere merken zoals Nikon, Canon, Pentax en Fujifilm hun eigen systeem ontwikkeld, wat inhoudt dat objectieven niet onderling uitwisselbaar zijn. De systeemcamera heeft een enorme populariteit verkregen, wat ten koste is gegaan van de DSLR en de meetzoekercamera, die veel terrein verloren hebben.

## Kenmerken
De voornaamste eigenschap van een systeemcamera is de mogelijkheid om objectieven te wisselen, net als bij spiegelreflexcamera's. Hierdoor zit men niet vast aan het zoombereik en de eigenschappen van de meegeleverde lens. Ook kunnen er speciale lenzen worden gebruikt (bijvoorbeeld macrolenzen) en zijn opzetstukken verkrijgbaar zoals uv-filters. Over het algemeen heeft iedere fabrikant zijn eigen systeem met een eigen lensvatting; objectieven zijn dus niet zomaar uitwisselbaar tussen modellen van verschillende fabrikanten. Een uitzondering vormt het Micro Four Thirds-systeem, dat gebruikt wordt door camera's van Olympus en Panasonic. Naast lenzen bieden systeemcamera's meestal ook de mogelijkheid om een externe flitser en (soms) elektronische zoeker te installeren.

Vergelijking van verschillende sensorgroottes

 Systeemcamera's onderscheiden zich van spiegelreflexcamera's door het ontbreken van een opklapbare spiegel. De spiegel zorgt bij spiegelreflexcamera's voor de mogelijkheid om de compositie te bepalen door de zoeker. Bij systeemcamera's moet men voor het bepalen van de compositie dus gebruikmaken van het scherm op de achterkant van de behuizing of een elektronische zoeker. Het ontbreken van een spiegel zorgt ervoor dat systeemcamera's vaak lichter zijn dan spiegelreflexcamera's.
Het uiterlijk van systeemcamera's is over het algemeen gebaseerd op dat van compactcamera's, hoewel de lens ook in uitgeschakelde toestand wat verder uitsteekt. Daarnaast bevat de behuizing vaak meer knoppen en instelmogelijkheden voor de gevorderde fotograaf.

### Beeldsensor
De grootte van de beeldsensor loopt bij systeemcamera's uiteen van compactcameraformaat (1/1,7", Pentax Q), tot even groot en groter als in veel spiegelreflexcamera's (APS-H, onder meer in de Sigma sd Quattro H). Daartussenin bevinden zich systemen als Nikon 1 (1") en Micro Four Thirds.
In 2016 kwam de middenformaat Hasselblad X1D uit evenals de Fujifilm GFX 50S. Door de bank genomen bieden grotere sensors ten opzichte van kleinere sensors vooral bij slechte lichtomstandigheden een betere beeldkwaliteit, doordat de individuele pixels groter zijn en daardoor meer licht vangen en minder ruis produceren. Daarnaast is het met grotere sensoren makkelijker om een kleine scherptediepte te bereiken. Een grotere sensor betekent echter wel dat objectieven vaak groter en zwaarder worden, zeker als het gaat om zoomlenzen. Compactcamera's zijn hierdoor meestal lichter dan systeemcamera's, terwijl ze afhankelijk van de gemonteerde objectief wel een veel groter zoombereik kunnen bieden.
Het type sensor dat het meest gebruikt wordt, is de CMOS sensor. Deze sensor werkt in de meeste gevallen met het BAYER patroon. Hiervan bestaat door de indeling van dit patroon het risico op moiré. Om dit te voorkomen wordt in de meeste digitale camera's gebruikgemaakt van een optical low-pass-filter (OLPF) die direct op de sensor wordt geplaatst. Hierdoor wordt er wat van de detaillering in de contrasten weggenomen, waardoor moiré niet meer waargenomen wordt. Sommige merken laten om de kwaliteit hoog te houden de OLPF eruit. Fujifilm maakt bij de X-serie gebruik van een andere patroon op de sensor, genaamd X-Trans, waarbij de opbouw van de pixels anders is. Hierdoor kan er ook geen moiré optreden en kan de OLPF eruit. In 2016 kwam Sigma met zijn Foveon X3 beeldchip erbij.

## Vergelijking van systemen
| Systeem                   | Bekende modellen | Lensvatting                                  | Sensorgrootte | Stabilisatie                                | Focussysteem                                                                                           | Verschijningsdatum              |
| ------------------------- | --- | -------------------------------------------- | --- | ------------------------------------------- | --- | ------------------------------- |
| Canon EOS M               | Canon EOS M | Canon EF-M                                   | 22,3 × 14,9 mm (APS-C) | In lens                                     | Hybride contrastdetectie/fasedetectie autofocus                                                        | Oktober 2012                    |
| Canon EOS R               | Canon EOS R | Canon RF                                     | 36 × 24 mm (kleinbeeld) | niet beschikbaar                            | Faseverschildetectie met beeldsensor (Dual Pixel CMOS-AF)                                              | September 2018                  |
| Fujifilm X-Serie          | Fujifilm X-Pro1, X-Pro2, X-E1, X-E2, X-E2s, X-E3, X-A1, X-A2, X-A3, X-A5, X-M1, X-T100, X-T10, X-T20, X-T1, X-T2, X-H1, X100                                                                                  | Fujifilm X-Mount                             | 23,6 × 15,6 mm (APS-C) | In lens (in body X-H1)                      | Hybride contrastdetectie/fasedetectie autofocus Contrastdetectie-autofocus (overige modellen)          | Januari 2012                    |
| Fujifilm GFX              | Fujifilm GFX 50S | Fujifilm G-Mount                             | 32,9 × 43,8 mm (middenformaat) | In lens                                     | contrastdetectie                                                                                       | September 2016                  |
| Leica M                   | Leica M8, Leica M9, M9-P, Leica M Monochrom, Leica M-E, Leica M Epson R-D1, R-D1s, R-D1x, R-D1xG | Leica M mount                                | 35,8 × 23,9 mm (kleinbeeld) voor M9, M9-P, M Monochrom, M-E, en M 27 × 18 mm (Half-frame) voor M8 23,7 × 15,6 mm (pseudo–APS-C) voor R-D1 | Niet beschikbaar                            | Meetzoekersysteem                                                                                      | Maart 2004 (R-D1)               |
| Micro Four Thirds-systeem | Panasonic Lumix DMC-G1, DMC-G10, DMC-G2, DMC-G3, DMC-GH1, DMC-GH2, DMC-GH3, DMC-GF1, DMC-GF2, DMC-GF3, DMC-GX1, DMC-GX7 Olympus PEN E-P1, E-P2, E-P3, E-PL1, E-PL2, E-PL3, E-PL5, E-PM1, OM-D E-M1, OM-D E-M5 | Micro Four Thirds                            | 17,3 × 12,98 mm (4/3") | In lens (Panasonic) In camerabody (Olympus) | Meestal contrastdetectie-autofocus Hybride contrastdetectie/fasedetectie autofocus (Olympus OM-D E-M1) | Oktober 2008                    |
| Nikon 1                   | Nikon 1 J1, Nikon 1 V1, Nikon 1 J2, Nikon 1 V2 | Nikon 1-mount                                | 13,2 × 8,8mm (1" - Nikon CX formaat) | In lens                                     | Hybride contrastdetectie/fasedetectie autofocus                                                        | Oktober 2011                    |
| Pentax K                  | Pentax K-01 | Pentax K mount                               | 23,6 × 15,6 mm (APS-C) | In camerabody                               | Contrastdetectie-autofocus                                                                             | Februari 2012                   |
| Pentax Q                  | Pentax Q, Q10, Q7 | Q-mount                                      | 6,17 × 4,55 mm (1/2,3") voor Q en Q10 7,44 × 5,58 mm (1/1,7") voor Q7                                                                     | In camerabody                               | Contrastdetectie-autofocus                                                                             | Juni 2011                       |
| Ricoh GXR                 | Ricoh GXR | Verwisselbare lens-sensorunits Leica M-mount | Verschilt per unit | Verschilt                                   | Contrastdetectie-autofocus Handmatig (Leica-M-mount)                                                   | November 2009                   |
| Samsung NX                | Samsung NX1, NX10, NX100, NX200, NX300, NX500, NX1000 | Samsung NX-mount                             | 23,4 × 15,6 mm (APS-C) | In lens                                     | Hybride contrastdetectie/fasedetectie autofocus                                                        | Januari 2010, gestopt eind 2015 |
| Samsung NX-M              | Samsung NX mini | Samsung NX-M-mount                           | 13,2 × 8,8 mm (1") |                                             | Contrast detectie in sensor                                                                            | Maart 2014                      |
| Sigma sd                  | Sigma Quattro, Quattro H | Sigma SA                                     | 23,5 × 15,6 mm (APS-C) Foveon X3, 26,6 × 17,9 mm (APS-H) Foveon X3                                                                        | geen                                        | Contrast detectie in sensor                                                                            | Februari 2016                   |
| Sony α NEX                | Sony NEX-3, NEX-5/5N, NEX6, NEX7 | Sony E-mount                                 | 23,4 × 15,6 mm (APS-C) | In lens                                     | Contrastdetectie-autofocus Hybride contrastdetectie/fasedetectie autofocus (nieuwere modellen)         | Juni 2010                       |
| Sony α ILCE               | Sony α7, α7R, α5000, α6000, α3000 | Sony FE-mount (kleinbeeld) Sony E-mount      | 35,8 × 23,9 mm (kleinbeeld) voor Alpha 7 en 7R 23,4 × 15,6 mm (APS-C) voor Alpha x000                                                     | In lens                                     | Contrastdetectie-autofocus (α7R) Hybride contrastdetectie/fasedetectie autofocus (α7, α6000)           | Oktober 2013                    |

## Systeem camera Objectieven
| Merk    | Vatting | Sensorgrootte | Aantal objectieven | Prime Objectieven | Zoom Objectieven |
| ------- | ------- | ------------- | ------------------ | --- | --- |
| Fujinon | X-Mount | APS-C         | 26                 | XF14mm F2.8 R, XF16mm F1.4 R WR, XF18mm F2 R WR, XF23mm F1.4 R, XF23mm F2 R WR, XF25mm Pancake, XF35mm F1.4 R, XF35mm F2 R WR, XF50mm F2 R WR, XF56mm F1.2 R, XF56mm F1.2 R APD, XF60mm F2.4 R Macro, XF80mm F2.8 R LM OIS WR, XF90mm F2 R LM WR, XF200mm F2 R LM OIS WR | XF8-16mm F2.8 R LM WR, XF10-24mm F4 R LM OIS, XF16-55mm F2.8 R LM WR, XF18-55mm F2.8-4.0 R LM OIS, XF18-135mm F3.5-5.6 R LM OIS WR, XF50-140mm F2.8 R LM OIS WR, XF55-200mm F3.5-4.8 R LM OIS, XF100-400mm F4.5-5.6 R LM OIS WR, |
| Fujinon | G-Mount | Medium Format | 7                  | GF23mm F2.8 R LM WR, GF45mm F2.8 R WR, GF63mm F2.8 R WR, GF110mm F2 R LM WR, GF120mm F4 R LM OIS WR, GF250mm F4 R LM OIS WR | GF32-64mm F4 R LM WR |

## Analoge tijdperk
Een systeemcamera uit deze periode bestaat uit losse componenten zoals een objectief, camerahuis en filmmagazijn die eenvoudig tot een camera worden opgebouwd al naargelang de behoefte van de fotograaf. Denk bijvoorbeeld aan een Hasselblad of aan de camera's van Nikon en Canon waarvan bijvoorbeeld het matglas en de achterwand te verwisselen zijn.